# The Plastic People of the Universe
The Plastic People of the Universe (абревиатура: PPU) е чешка алтернативна рок група. Тя е една от основните и най-разпознаваеми групи на чехословашкото ъндърграунд движение след 1968 г., времето на т. нар. „Нормализация“. През 70-те и 80-те години на ХХ век групата е опозиция на комунистическия режим в Чехословакия. Членовете на групата са преследвани за „неконформисткия си външен вид и поведение“, за което някои от тях са осъждани и лишавани от свобода.  
През 1976 г. в Чехословакия се провежда широко отразен в медиите съдебен процес срещу няколко представители на чешкия музикален и културен ъндърграунд, включително членове на рок групата The Plastic People of the Universe. Обвиненията срещу тях са формулирани като „хулиганство“ и „нарушаване на обществения ред“, но реалната причина, според редица изследователи, е свързана с несъгласието им с официалната културна политика и с отказа им да се подчинят на изискванията за държавна цензура.
В подкрепа на обвиняемите и в защита на свободата на словото се мобилизира широка група интелектуалци, артисти и общественици. Тези събития стават непосредствен катализатор за създаването на инициативата Харта 77, която официално се появява през януари 1977 г. Хартата формулира своите искания в контекста на международните задължения на Чехословакия по Хелзинкските споразумения (1975), настоявайки за спазване на основните човешки права. Според редица изследователи именно процесът от 1976 г. срещу представители на чешкия ъндърграунд е сред основните причини за формирането на това движение, което впоследствие се превръща в един от най-значимите символи на дисидентската съпротива в Централна Европа.
Групата има концертни изяви предимно в гр. Прага. Името на групата е заимствано от известната песен на Франк Запа „Пластмасовите хора“ (Plastic People).

## История
Групата The Plastic People of the Universe е основана през септември 1968 г. от бас китариста Милан „Мейла“ Хлавса, който по това време е едва 17-годишен. Първоначалният състав включва Михал Йернек (вокал и кларинет), Иржи Щевич (китара) и Йозеф Брабец (барабани). Няколко месеца след създаването на формацията Брабец е заменен от Павел Земан, а впоследствие към групата се присъединява и Йосеф Яничек (китара и клавишни инструменти).
В ранните композиции на The Plastic People of the Universe отчетливо се откроява влиянието на американските музиканти Франк Запа, Кептън Бийфхарт и на групата Велвет Ъндърграунд. Лиричното съдържание на първите им песни се основава предимно на авторски текстове, но включва и адаптации на произведения от Иржи Колар и Уилям Блейк. Значителна част от ранния репертоар е дело на Милан Хлавса и първоначално се изпълнява на английски език. Концертните изяви на The Plastic People of the Universe често са съпроводени от разнообразни визуални ефекти, включително специални костюми, сценични декори, проектирани фонове и горящи огньове на сцената. Мениджър на групата по това време е чешкият изкуствовед и музикален критик Иван Мартин Жирус, който играе ключова роля в популяризирането на формацията и в утвърждаването ѝ като водещо име в чешкия ъндърграунд.

### Първи проблеми с властта (1970 – 1975)
След военната инвазия на войските на Варшавския договор през 1968 г. в Чехословакия настъпва т.нар. „период на нормализация“. Той се характеризира със засилване на държавния контрол, ограничаване на свободната интелектуална инициатива и налагане на строга цензура. В едно интервю китаристът на групата Йозеф Яничек споменава: „…’‘станахме врагове на държавата, защото започнахме да ги игнорираме’’…“.
Рестриктивната политика засяга и културната сфера, където се преследват всички, които не следват официалната политическа линия. Много музикални групи, създадени преди 1968 г., са изправени пред дилемата дали да се приспособят към новата ситуация или да прекратят дейността си, за да избегнат конфликти с държавната власт.
Членовете на The Plastic People of the Universe отказват да се подчинят на изискванията на властите за промяна на репертоара и артистичната концепция, което ги поставя в пряка конфронтация с държавния апарат. По това време основното ядро на формацията включва Милан Хлавса, Вратислав Брабенец (саксофон), Йозеф Яничек и Иржи Кабеш (цигулка). В различни периоди като барабанисти в групата участват Павел Земан, Иржи Шула, Ярослав Вожняк, Ян Шнайдер и Ян Брабец. В продължение на няколко години към състава се присъединява и канадският писател Пол Уилсън.
В началото на 70-те години на XX век The Plastic People of the Universe изпълняват предимно песни на чуждестранни изпълнители, запазвайки музикалната си идентичност въпреки нарастващия политически натиск. По-късно започва да изпълнява и собствени композиции, като автор на музиката е Милан Хлавса, а текстовете са предимно стихотворенията на философа и поет Егон Бонди. Саксофонистът на групата Вратислав Брабенец е автор на някои от по-късните им песни. 
По време на периода на „нормализация“ звукозаписните студия в Чехословакия са затворени за The Plastic People of the Universe, което принуждава групата да прави непрофесионални записи, предимно на свои концертни изяви. Тези записи се разпространяват нелегално на магнетофонни ленти с ниско техническо качество. Десетилетия по-късно от тях са изготвени и издадени мастерирани версии.
През 1973 г. на формацията е отказан професионален статут на музиканти, което на практика блокира възможността за легална публична изява. В резултат от 1974 г. групата започва да свири само пред ограничена публика, често под предлог, че участва в сватба на свой почитател. На 30 март 1974 г. стотици фенове се събират за техен концерт в Рудолфов, близо до Ческе Будейовице, но събитието е брутално разтурено от полицията и не се е осъществило. След инцидента в Рудолфов последват множество съдебни и извънсъдебни наказания за присъствалите фенове. Поради факта, че концертът не се е състоял, групата не е подложена на преки репресивни мерки.
На 1 септември 1974 г. The Plastic People of the Universe взема участие в т.нар. „Първи фестивал на втората култура“, където свири заедно с групата DG 307 и с евангелисткия пастор Сватоплук Карасек. Това събитие се превръща в значим момент за оформянето на чешката контракултурна сцена, обединявайки музика, поезия и алтернативно духовно послание в контекста на нарастващия политически натиск.
В края на 1974 г. – началото на 1975 г. групата успява да запише първия си студиен албум Egon Bondy's Happy Hearts Club Banned at Houska Castle. Записаните композиции са с текстове на Егон Бонди и музика от Милан Хлавса. Албумът не е официално издаден в Чехословакия. Записи от него се разпространява нелегално, под формата на самиздат между феновете. Същият албум е издаден официално в страната едва през 2001 г.

### Процес срещу групата и последици
През 1976 г. чехословашката полиция арестува членове на The Plastic People of the Universe и ги изправя пред съд по обвинения в „подтикване към размирици“. Заедно с тях пред съда застават и други представители на културния ъндърграунд. След няколкоседмичен арест повечето от членовете на групата са освободени, но саксофонистът Вратислав Брабенец е признат за виновен и осъден на осем месеца затвор, а мениджърът Иван Мартин Жирус получава присъда от осемнадесет месеца лишаване от свобода.
Бившият певец на групата Пол Уилсън впоследствие е отстранен от състава, а на същия процес са осъдени и други музиканти, сред които Павел Зайчек, Сватоплук Карасек и Франтишек „Чуняс“ Старек. Този процес се превръща в едно от ключовите събития, стимулирали формирането на инициативата Харта 77, която излиза с публична защита на обвиняемите и формулира своите искания за спазване на човешките права в Чехословакия. Процесът от 1976 г. се превръща в непосредствения повод за появата на Харта 77. По-късно един от основните представители на движението, Вацлав Хавел, активно подкрепя The Plastic People of the Universe, като организира техни нелегални концерти в дома си в Храдечек. Хавел дори подбира текстове на други автори, по които групата създава музика. Част от тези композиции намират място в албумите Beef Slaughter и Midnight Mouse от 80-те години.
След като членовете на групата излизат от затвора, те се събират отново и продължават да правят музика. В знак на протест срещу преследването им от страна на Държавна сигурност те записват песните „100 точки“ (1977) и „Писмо до Магор“ (1978), като първата е по текст на чешкия журналист Франтишек Ванечек и описва страховете на управляващата комунистическа власт в Чехословакия. Втората песен е своеобразен поздрав към мениджъра на групата Иван Мартин Жирус, който е арестуван и е хвърлен в затвора от комунистическия режим. Към този поздрав се присъединяват редица представители на културния ъндърграунд като Павел Зайчек, Еуген Брикчиус и Вацлав Хавел. По-късно тези композиции са издадени в компилацията “Kolejnice dúni”.
С течение на времето и под натиска на обстоятелствата, членовете на групата се насочват към изпълнение на песни без изразени политически послания. Първите подобни проекти са „Великденските страстни пиеси“ (1978), с библейски текстове, базирани на Стария и Новия завет. Година по-късно е реализиран и проектът „Как ще е след смъртта“ (Jak bude po smrti), по стихове на чешкия поет и философ Ладислав Клима.
През 1981 г. групата записва албума Co mašte vešti kône, в който текстовете са дело на Вратислав Брабенец. През 1982 г. започва работа по проекта „Архипелагът ГУЛАГ“, вдъхновен от едноименната книга на съветския политически затворник Александър Солженицин. Този проект остава недовършен, като от него са записани само три инструментални композиции.
Песните от този период значително се отличават от ранните записи на групата от края на 60-те и началото на 70-те години на ХХ век. Музикалният критик Ярослав Ридел ги описва така:
„Въпреки завръщането към песенната форма, Пластмасовите хора продължават с мрачната си артистична линия, с мрачен патос и използване на църковни музикални импровизации, което ги отдалечава от първоначалните агресивни изпълнения.“

### Разпадане на групата
В началото но 80-те години на ХХ век местата, където свири групата, са национализирани. Една от къщите дори е опожарена. През 1982 г. саксофонистът Вратислав Брабенец е принуден от Държавна сигурност да емигрира. Тогава групата престава да организира концертира и прави само студийни записи. Записват Beef Slaughter (1984), Midnight Mouse (1985) и музика за театралната пиеса на Вацлав Хавел Temptation, която обаче така и не е използвана. По това време към групата се присъединяват кларинетиста Петр Плачак, челиста Томаш Шила, китариста Милан Шелингер (брат на Иржи Шелингер). Певицата Марта Кубишова също е трябвало да си присъедини към групата, но този ангажимент е осуетен от Държавна сигурност. На нейно място към групата се присъединява Михаела Поханкова.
През пролетта на 1987 г. The Plastic People of the Universe успяват да уредят две концертни изяви, но и двете са отменени от организаторите под натиск от страна на Държавна сигурност. Това довежда до непреодолими спорове между музикантите и в крайна сметка групата се разпада. Някои от членовете се присъединяват към новата група на Хлавса – „Полунощ“ (на чешки: Půlnoc), която продължава да изпълнява някои от композициите му. „Полунощ“ започва да свири пред публика през 1988 г. и дори, без особени затруднения, получава разрешение за турне в САЩ през 1989 г. Хлавса работи и с няколко други музикални групи като: Garáž, Echt!, Fiction.

### Повторно събиране
След Нежната революция през 1989 групата спира да свири и членовете се посвещават на други проекти. Изключение прави един концерт на оригиналния състав (Хлавса, Яничек, Щевич, Йернек, Земан) през 1992 г., концерт представен в албума Bez ohňů je underground. През 1997 г. Хлавса в сътрудничество с Ян Возари (от група „Океан“) издава албума Magická noc, който включва стари песни на The Plastic People of the Universe в модерен, електронен аранжимент. През същата година умира един от основателите на групата, Михал Йернек. 
В класическия си състав (Хлавса, Брабанец, Яничек, Кабеш, Брабец), заедно с китариста на Garage Йозеф Карафиат, с когото Брабанец преди това си е сътрудничил по свои солови проекти, The Plastic People of the Universe се срещат едва през 1997 г. и то по изрично настояване на Вацлав Хавел. Те участват в концерт по случай двадесетата годишнина на Харта 77. Този концерт е последван от няколко концертни турнета в Чехия и в чужбина. В крайна сметка обаче концертите са прекъснати поради заболяване на фронтмена на групата Милан Хлавса. Хлавса умира в началото на 2001 г. на 49-годишна възраст.
След смъртта на Хлавса, останалите музиканти свирят по молба на вдовицата му на концерт по повод 50-ия рожден ден на Хлавса, който той не доживява. След концерта групата решава да запише албум с неговите неиздавани композиции със заглавие Líně s te spím и в крайна сметка взимат решение да продължат да свирят заедно. Хлавса е заменен от Ева Турнова на бас китара, барабанист става Лудвик Кандл, бивш барабанист на Hudby Praha (заменен пред 2009 г. от Ярослав Квасничка), а в периода 2001–2009, контрабасистът Иван Бирханзл, който за кратко свири с групата през 70-те години, отново е неин член.
През 2001 г. групата записва първия си студиен албум Líně s tebu spím, посветен на паметта на Милан Хлавса. Повечето от песните в него са по текстове на Хлавса и музика от Й. Х. Крховски. Освен това, в сътрудничество с група Agon Orchestra, те презаписват два от концептуалните си албуми от 70-те години на XX век – Passion Plays (2004 (първоначално записан през 1978)) и Obešel já polí pět (2003, издаден през 2010; първоначално записан през 1979 със заглавие Jak bude po smrti). През годините 1997–2006 постепенно се издават ремастерирани стари записи на групата от времето, когато не са можели да записват свободно.
През 2003 г. Върховният съд отменя присъдата от 1976 г.
През 2009 г. групата издава нов студиен албум, Maska za maska. Автори на музиката са предимно Йозеф Карафиат, Ева Турнова и Йозеф Яничек, повечето от текстовете са написани от Вратислав Брабенец и Й. Х. Крховски. През 2011 г. умира бившият мениджър на групата Иван Мартин Жирус. До 2015 г. групата изнася десетки концерти всяка година в Чехия и в чужбина. От 2007 г. The Plastic People of the Universe свирят в Националния театър (преместен на Новата сцена на Националния театър през 2010 г.) в Прага преди и след представлението „Рокендрол“ от Том Стопард. Пиесата обсъжда, наред с други неща, съдбата на дисидентството и културния ъндърграунд в тоталитарна Чехословакия, а името на групата се споменава няколко пъти в нея.
Поради възникване на непреодолими противоречия групата се разделя на две през 2016 г. Двете новосъздадени групи продължават да използват оригиналното име The Plastic People of the Universe, но едната използва добавката „Нова генерация“.

## Дискография
- Muž bez uší (live recordings 1969-72)
- Vožralej jak slíva (live recordings 1973-75)
- Egon Bondy's Happy Hearts Club Banned (1974)
- Ach to státu hanobení (live recordings 1976-77)
- Pašijové hry velikonoční (1978)
- Jak bude po smrti (1979)
- Co znamená vésti koně (1981)
- Kolejnice duní (1977–82)
- Hovězí porážka (1983–84)
- Půlnoční myš (1985–86)
- Bez ohňů je underground (1992–93)
- The Plastic People of the Universe (1997)
- For Kosovo (1997)
- 10 let Globusu aneb underground v kostce (2000)
- Milan Hlavsa - Než je dnes člověku 50 - poslední dekáda (2001)
- Líně s tebou spím - Lazy Love/ In Memoriam Mejla Hlavsa (2001)
- Pašijové hry/ Passion Play (with Agon Orchestra) (2004)
- Do lesíčka na čekanou (2007)
- Magor's Shem (40 Year Anniversary Tour PPU 1968-2008) (2008)
- Maska za maskou (2009)
- Non Stop Opera (2011)
- Co znamená vésti koně (2017)